# Open Broadcaster Software
Open Broadcaster Software (OBS) — вільна програма з відкритим початковим кодом для запису відео і потокового мовлення, яку розробляє проєкт OBS та спільнота незалежних розробників.

## Особливості
OBS є вільним і відкритим набором програм для запису відео і потокового мовлення. Написана на C і C++, OBS забезпечує перехоплення відео і звуку з пристроїв і джерел у реальному часі, компонування сцен, декодування, запис і мовлення. Наприклад, OBS разом з IP-камерою можна використати для відеоспостереження. Дані передаються переважно через протокол Real Time Messaging Protocol (RTMP), і їх можна передати в будь-який приймач, що підтримує RTMP — у програмі є готові передустановки для прямої трансляції на YouTube, Twitch.tv, Instagram та інші проєкти.
OBS може використовувати вільну бібліотеку x264 (H264), Intel Quick Sync Video (QSV), Nvidia NVENC H.264 (new) і AMD Video Coding Engine для кодування відеопотоків у формати H.264/MPEG-4 AVC і H.265/HEVC. Аудіо можна кодувати за допомогою кодеків MP3 або AAC. Просунуті користувачі можуть вибрати будь-які контейнери і кодеки, доступні в libavcodec / libavformat, а також виведення потоку через ffmpeg на URL.

## Інтерфейс користувача
Інтерфейс користувача розділено на п'ять секцій: сцени, джере́ла, аудіо-мікшер, переходи між сценами і панель керування записом. Сцена являє собою групу потоків на зразок трансльованого або готового відео, тексту і аудіо. Панель мікшера дозволяє користувачеві керувати рівнями звуку, заглушати звук і накладати ефекти при натисканні на шестірню поруч із кнопкою заглушення звуку. На панелі керування розташовані кнопки початку/зупинки запису або мовлення, а також кнопка перемикання OBS у професійний студійний режим (див. нижче), кнопка відкриття меню налаштувань і закриття програми. У верхній секції розташоване вікно попереднього перегляду мовлення для спостереження і редагування поточної сцени. Користувацький інтерфейс можна перемкнути на темну або світлу тему.
У студійному режимі є два вікна попереднього перегляду сцени; ліве призначене для редагування і перегляду неактивних сцен, праве для перегляду активної сцени. У центрі розташована кнопка, що дозволяє перемкнути активну сцену на сцену в лівому вікні.
В інтернеті є кілька простих посібників до Open Broadcaster Software (англійською мовою).

## Історія
Open Broadcaster Software починався як невеликий проєкт, створений Г'ю Джимом Бейлі (англ. Hugh «Jim» Bailey), але став швидко розвиватися завдяки значному внеску ентузіастів, які поширюють програму і працюють для її поліпшення. 2014 року почалася розробка переписаної з нуля версії, названої OBS Multiplatform (пізніше перейменованої на OBS Studio) для підтримки багатоплатформності, більш просунутої функціональності і API. Починаючи від версії OBS Studio v18.0. 1, OBS Classic більше не підтримується, проте все ще доступна для завантаження.

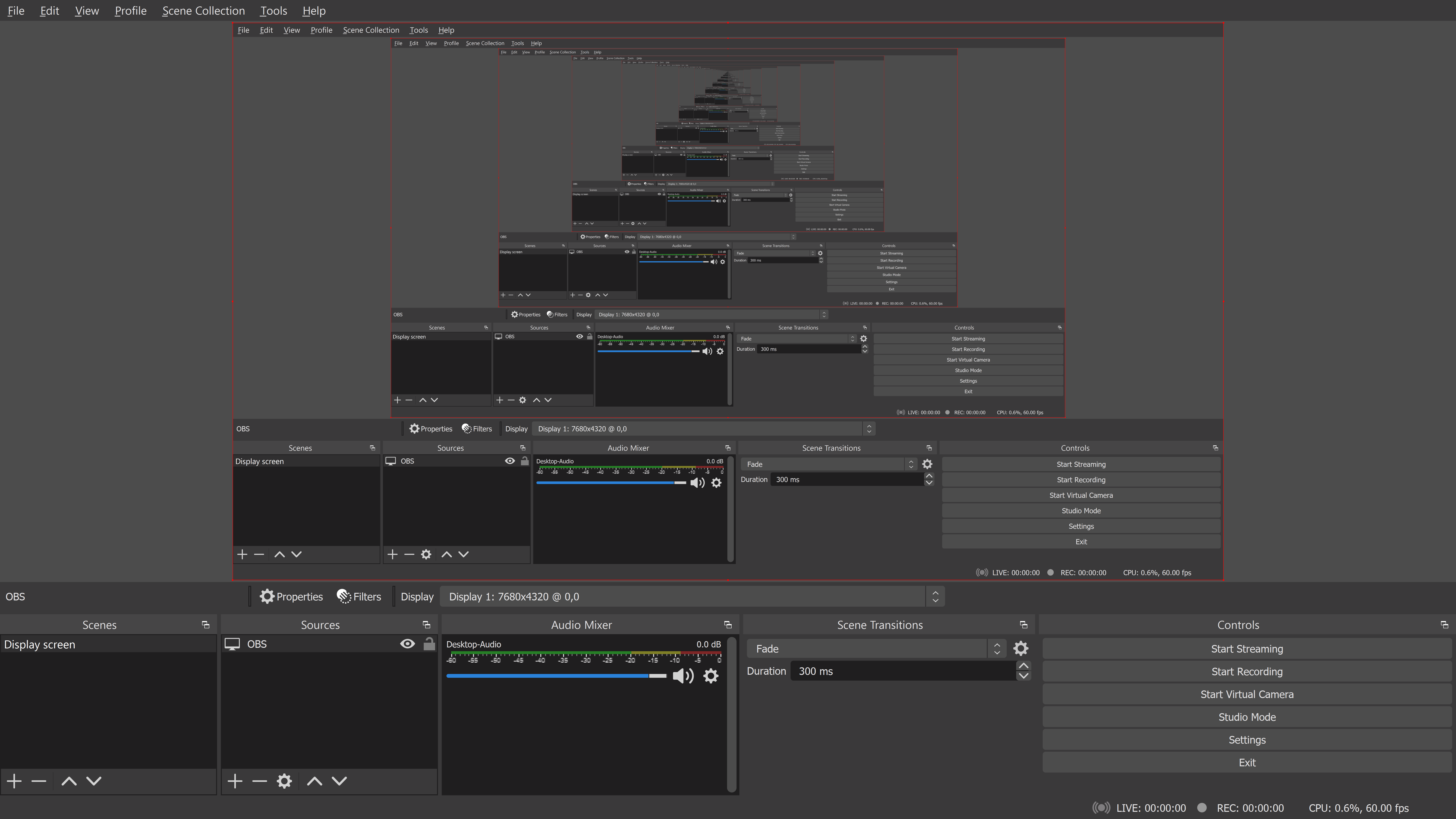
OBS 26.1

16 грудня 2021 року розробник OBS Studio звернув увагу на випуск TikTok Live Studio, який, як виявилося, заснований на OBS Studio, без підтвердження та з порушенням ліцензії OBS Studio .

## Плагіни
Open Broadcaster Software підтримує широку гаму плагінів, які розширюють функціональність програми. Вони завантажуються як dll-файли з нативним кодом, однак доступна обгортка, яка додала підтримку плагінів, написаних з .NET Framework.